# Acento grave
El acento grave «`» es un signo ortográfico utilizado en la escritura de varios idiomas para indicar diversas propiedades (tales como apertura, intensidad o tono) en esos idiomas. El acento grave ya no tiene uso en el idioma español moderno, sino solo el acento agudo («´»).
El acento grave indica la apertura de las vocales e y o en varias lenguas romances. En catalán, francés e italiano, indica que estas vocales son abiertas: è se pronuncia [ɛ] y ò se pronuncia [ɔ].
También se utiliza en algunos lenguaje de programación, por ejemplo JavaScript o Markdown.

## Intensidad
En español, el acento grave se escribía sobre la vocal de la última sílaba de algunas palabras, por lo general formas verbales agudas, especialmente de la tercera persona de singular del pretérito perfecto simple (o pretérito) acababan en –o, como mudò, hablò, mandò, pero también otras como està, dexè, o igualarà, que, sin la tilde, podían confundirse con palabras llanas (mudo, hablo, mando, dexe, esta, igualara). Se utilizaba asimismo el acento grave, sin valor prosódico, en monosílabos constituidos por una sola vocal, como las conjunciones è, ò, ù, la preposición à y, a veces, la forma verbal à del verbo "aver" (hoy haber).
En el dialecto andaluz se ha realizado una propuesta para cambiar la ortografía y gramática de este dialecto, se hace llamar Estándar para el andaluz (o «Êttandâ pal andalûh», EPA), se utilizará para diferenciar una palabra que tenga diferentes funciones gramaticales y diferente pronunciación, este será el acento ortográfico gráfico diacrítico.
En italiano y catalán, el acento grave indica que la vocal acentuada se pronuncia con mayor intensidad.
En italiano solamente se usa en la sílaba final cuando la misma termina en vocal: virtù. Es muy común que cuando la palabra está escrita toda en mayúsculas el acento grave sea sustituido por un apóstrofo después de la vocal (por ejemplo virtù se convierte en «VIRTU'»), pero no es correcto en italiano escribir VIRTU' , sino es correcto escribir VIRTÙ.
En catalán, la letra a solamente se puede escribir con acento grave, nunca con acento agudo: Català.
En portugués solamente se utiliza en la palabra à, que significa "a la".

## Tono
En idiomas tonales que poseen un sistema de tonos de contorno tales como el vietnamita y el mandarín, el acento grave representa un tono descendente. En idiomas tonales que poseen un sistema de tonos de registro tales como Hausa y Yoruba, el acento grave representa un tono bajo.

## Desambiguación
En francés el acento grave se usa en la a o en la u para diferenciar palabras homófonas: ou (o) y où (donde). Algo semejante sucede en catalán donde por ejemplo las palabras homófonas ma (mi) y mà (mano) se distinguen por el acento grave, aunque en esta lengua también indica la apertura de las vocales A, E y O en posición tónica, como por ejemplo: italià, cèl·lula, francès y òpera.

## Ortografía en francés
En francés, la distinción entre acento agudo y acento grave sobre la letra e, históricamente fue introducida para marcar una pronunciación diferente, aunque corresponde señalar que esa distinción no tiene ninguna significación etimológica.
Normalmente se utiliza el acento grave en terminaciones de palabra como (ète, ième, ère), ejemplos:
- Ète - Complète
- Ième - Troisième
- Ère - Sorcière

Además se utiliza para diferenciar palabras como à (adverbio) en vez de a (tiene).
En verdad también es utilizada para dar un tono bastante fuerte o intenso a la palabra.
La règle; se pronuncia la e acentuada de forma fuerte y no suave o cerrada como en español.
A partir de la tercera edición en 1740 del diccionario de la Academia Francesa, se indica por ejemplo la ortografía événement para esa palabra, pero con ocasión de la séptima edición en 1878, la Academia rectifica la acentuación de muchos términos siguiendo la evolución fonética de la lengua; así por ejemplo en ese momento, las palabras collége y avénement se cambiaron por la nueva ortografía collège y avènement. A pesar de dichos cambios en la normativa de escritura, algunas palabras como por ejemplo événement no fueron entonces rectificadas, y por tanto esa ortografía continuó siendo utilizada.
El Informe de 1990 sobre las rectificaciones ortográficas preconiza la regularización de la ortografía de ese tipo de palabras como événement, y ya desde finales del siglo XX, los diccionarios franceses precisamente promovieron en particular la misma, a pesar de que la otra ortografía de ese término también solía y suele ser mencionada; asimismo y por su parte, la Académie Française adoptó oficialmente la grafía évènement a partir de 1990, pero estima que "la graphie ancienne événement n'est cependant pas considérée comme fautive, encore que rien ne la justifie plus" (la antigua grafía événement no debe ser considerada como impropia, a pesar de que actualmente nada la justifica).
Corresponde señalar que este tipo de recomendaciones ortográficas analizadas en esta sección, son más enseñadas, conocidas, y seguidas, en otros países francófonos (como por ejemplo Suiza o Bélgica) que en Francia.

## Otros usos
En griego antiguo, el acento grave se usaba en la vocal final de una palabra, reemplazando al acento agudo cuando esta palabra era seguida por alguna otra, esto es, cuando la palabra no era la última en la frase. Se especula que tal vez indicaba un descenso en el tono de la voz, pero no hay nada concluyente al respecto. En griego moderno, el acento grave se usa en la tradicional escritura politónica, aunque esta fue abandonada oficialmente por el gobierno griego en 1982, a favor de la escritura monotónica que no usa más que el acento agudo.
En inglés, el acento grave se ha usado en escritos literarios para indicar que la desinencia -ed (que indica el pasado de un verbo regular) se pronuncia y no es muda como es el caso normal: Shakespeare en Hamlet indica la -ed muda con un apóstrofo en damn'd defeat (Hamlet, 2.2), pero pronunciada en smiling damnèd villain! (1.5).
En portugués se utiliza para marcar la contracción de la preposición a con algún pronombre demostrativo o artículo que comience por la misma letra. Este fenómeno es conocido como crasis (portugués: crase): "vou à praia" (voy a la playa), "chegamos às oito horas" (llegamos a las ocho), "fui àquele lugar" (fui a aquel lugar).